# Gdinj
Gdinj je naselje na otoku Hvaru, u sastavu općine Jelsa.

## Zemljopisni položaj
Nalazi se 25km istočno od Jelse na 361 m nadmorske visine i s njim završava Općina Jelsa. Udaljen je 8 km istočno od Zastražišća, 6 km zapadno od Bogomolja i 9 km od Selaca Bogomoljskih.

U sklopu naselja nalazi se osam zaselaka: Bonkovići, Stara Crkva, Banovi Dvori, Vrvolići, Visoka, Talkovići, Dugi Dolac i Nova Crkva.

## Turizam
Sam Gdinj nema većih turističkih kapaciteta, no u gdinjskim valama, sa sjeverne i južne strane otoka, razvijen je apartmanski turizam. Do tih uvala vodi 10-ak kilometara duga cesta koja se spušta iz zaseoka Nova Crkva. Samo do nekih uvala vodi asfalt, a nema ni struje ni vode.
Gdinj je cestovno povezan i s uvalama Pokrivenik i Zaraća na sjevernoj strani otoka.

## Stanovništvo
| broj stanovnika | 361   | 424   | 478   | 560   | 674   | 809   | 793   | 719   | 663   | 645   | 584   | 446   | 292   | 200   | 119   | 133   | 122   |
|                 | 1857. | 1869. | 1880. | 1890. | 1900. | 1910. | 1921. | 1931. | 1948. | 1953. | 1961. | 1971. | 1981. | 1991. | 2001. | 2011. | 2021. |

## Promet
Kroz Gdinj prolazi Državna cesta D116 koja povezuje ovo naselje s Jelsom i Sućurjem.

## Poznate osobe
- Veljko Ćurin, hrv. emigrantski književnik
- Ivko Radovanović, hrv. pjesnik, slikar, humanist, društveni radnik
- Robert Radovanović, hrv. prosvjetar i zavičajni povjesničar
- Tatjana Radovanović, hrv. pjesnikinja, slikarica i grafičarka[6]

## Vanjske poveznice
|  | Zajednički poslužitelj ima još gradiva o temi Gdinj |